# Pala Casino 400
Das Pala Casino 400 war ein Rennen im NASCAR Sprint Cup, welches auf dem Auto Club Speedway in Fontana, Kalifornien ausgetragen wurde. Es war neben dem Pepsi Max 400 eines von zwei Rennen, das auf diesem Speedway veranstaltet wird. Vor den Änderungen am Rennkalender im Jahre 2005 fand das Rennen im Mai statt, seither wurde der Renntermin vorverlegt – 2011 bis in den März. Das Auto Club 400 ist ein relativ junges Rennen im Rennkalender von NASCAR. Das erste Rennen, noch unter der Bezeichnung California 500, fand am 22. Juni 1997 statt.
In der Saison 2011 wurde die Renndistanz von 500 auf 400 Meilen verkürzt, nachdem man mit der Rennverkürzung des Herbstevents schon gute Erfahrungen gemacht hatte.

## Sieger
- 1997: Jeff Gordon
- 1998: Mark Martin
- 1999: Jeff Gordon
- 2000: Jeremy Mayfield
- 2001: Rusty Wallace
- 2002: Jimmie Johnson
- 2003: Kurt Busch
- 2004: Jeff Gordon
- 2005: Greg Biffle
- 2006: Matt Kenseth
- 2007: Matt Kenseth
- 2008: Carl Edwards
- 2009: Matt Kenseth
- 2010: Jimmie Johnson
- 2011: Kevin Harvick
- 2012: Tony Stewart
- 2013: Kyle Busch
- 2014: Kyle Busch
- 2015: Brad Keselowski
- 2016: Jimmie Johnson
- 2017: Kyle Larson
- 2018: Martin Truex jr.
- 2019: Kyle Busch
- 2020: Alex Bowman
- 2022: Kyle Larson
- 2023: Kyle Busch